# Sigmund Theophil Staden
Sigmund Theophil Staden (Nuremberg, 6 de novembre de 1607 - 30 de juliol de 1655) fou un organista i compositor. Igual que el seu pare Johann (1581-1634), fou organista de l'església de Sant Llorenç de la seva vila natal. Staden és autor de la primera òpera alemanya coneguda, Seelewig que va compondre cap a l'any 1644. També compongué Seelen-Musiktrostreicher Lieder (1644); Der 7 Tugenden Planeten Töne oder Stimmen, així com algunes melodies en el Neue Himmlische Lieder, de Rist (1651). També edità Psalmen und geistliche Lieder aux die gemeynen Melodeyen, de Hassler, als que hi afegí 18 lieder del seu pare, alguns de seus i altres de dos autors anònims (1637).